# Неђудин
Неђудин (рум. Negiudin) је насељено место општине Корнерева у жупанији Караш-Северин у Румунији. Према попису из 2021 године било је 20 становника. 

## Становништво
Према попису становништва из 2011. године у насељу је живело 94 становника. 
| Етнички састав према попису из 2011. године‍ | Етнички састав према попису из 2011. године‍ | Етнички састав према попису из 2011. године‍ | Етнички састав према попису из 2011. године‍ | Етнички састав према попису из 2011. године‍ |
| ------------------------------------------- | ------------------------------------------- | ------------------------------------------- | ------------------------------------------- | ------------------------------------------- |
|                                             |                                             |                                             |                                             |                                             |
| Румуни                                      | Румуни                                      |                                             | 94                                          | 100%                                        |